# 이정혜
이정혜(李晶慧, 1983년 9월 15일 ~ )는 대한민국의 배우다. 분야는 뮤지컬이며 일본에서 활동 하고 있다.